# Sveriges Kortfilmfestival
Sveriges Kortfilmfestival (SKFF) är Sveriges äldsta filmfestival. Arrangör är Sveriges Film- och Videoförbund, en ideell förening som grundades 1940.
SKFF ska vara en festival som skapar möjligheter för filmskapare att visa sina filmer och tävla, gå på seminarium och föreläsningar. SKFF ska vara en plattform för visning av film, en mötesplats för filmskapare och en plats att bli inspirerad.
Det finns tre tävlingsklasser på festivalen: 
1. Individuella klassen - för film som är icke-kommersiell
2. Filmskoleklassen -för landets filmskolor
3. SM i minutfilm - tävlingen för filmer som är 60 sekunder långa

Festivalens målsättning är att hylla Sveriges bästa icke-kommersiella kortfilm med nationellt intag, det vill säga film som främst görs i konstnärligt och inte kommersiellt syfte, samt att skapa dialog och stimulera utbyte mellan filmintresserade oavsett nivå. Det är även viktigt att skapa band mellan alla i Sverige, oavsett bakgrund för att tillsammans skapa och ta del av kultur.
Härifrån kvalificerade sig filmer vidare till Nordisk Smalfilm och Video: NSV samt till UNICA.
Tidigare hette festivalen SFV-festivalen men bytte år 2012 till Sveriges Kortfilmfestival.